# إيران كود
إيران كود هو النظام الوطني الإيراني لتصنيف وترميز المنتجات والخدمات. يساعد هذا النظام المنتجين والموزعين على تحديد وتصنيف وترميز منتجاتهم وخدماتهم بشكل موحد. تُطبق إيران هذا النظام على مستوى البلاد بهدف تسهيل عمليات التجارة الإلكترونية وتحسين جباية الضرائب.

## الروابط الخارجية
- الموقع الرسمي - Irancode